# Nabi
Nabi è un film del 2001 diretto da Moon Seung-wook.
Ha vinto il Pardo per la miglior interpretazione femminile al Festival di Locarno 2001.